# Musa Mako Tabuni
Musa Mako Tabuni (* in Wamena; † 14. Juni 2012) war ein westpapuanischer Politiker und stellvertretender Vorsitzender des Nationalen Komitees für West Papua (KNPB). Er war einer der führenden Aktivisten der papuanischen Unabhängigkeitsbewegung und forderte das indonesische Parlament kurz vor seinem Tod auf, ein Referendum in Westpapua abzuhalten. Tabuni und seine Familie wurden im Jahr 1980 selbst Opfer von Menschenrechtsverletzungen in Westpapua.

## Politische Betätigung und Tod
Als am 19. November 2008 das National Committee for West Papua von einer Reihe von papuanischen Nichtregierungsorganisationen gegründet wurde, wurde Tabuni zum stellvertretenden Vorsitzenden des KNPB gewählt.
Am 14. Juni 2012 gegen 9.30 Uhr wurde er auf offener Straße erschossen. Augenzeugen berichteten, dass er zu Fuß im Wohnbezirk Wamena unterwegs war, als plötzlich drei Autos in seiner Nähe gehalten hatten und aus der Richtung dieser Autos auf ihn geschossen worden sei. Er sei zu Boden gestürzt und die Männer in Zivil hätten weitere Warnschüsse abgegeben, um Neugierige zu vertreiben. Dann hätten diese Männer den am Boden liegenden Tabuni in ein Auto geworfen und seien davongefahren. Später wurde bekannt, dass er im Militärkrankenhaus Bhayangkara verstorben sei.
Indonesische Behörden gaben stattdessen an, er hätte sich seiner Verhaftung wegen der Anstiftung zu Unruhen widersetzt und hätte zurückgeschossen.
Nach dem Bekanntwerden seines Todes gingen Anhänger der KNPB auf die Straßen und zündeten Autos und Motorräder an. Vor allem in Wamena kam es zu Protesten. Der Tod von Tabuni sorgte weltweit für Aufsehen und der UN-Sonderberichterstatter zu extralegalen, summarischen und willkürlichen Hinrichtungen, Christof Heyns, wurde von Organisationen informiert.